# Cankarjeva cesta, Ljubljana
Cankarjeva cesta je ena izmed ulic v Ljubljani.

## Zgodovina
Leta 1876 je bila poimenovana Franca Jožefa cesta, leta 1919 preimenovana v Aleksandrovo cesto. Leta 1946 je Mestni ljudski odbor Ljubljana preimenoval dotedanjo Ulico 3. maja v Cankarjevo cesto, po slovenskem pisatelju Ivanu Cankarju. Cesta je del nekdaj priljubljene ljubljanske promenade, ki je povezovala ljubljanski grad in park Tivoli.

## Urbanizem
Cesta poteka od križišča s Slovensko cesto in Čopovo ulico (trenutno je prehod onemogočen, tako da se slepo konča) do križišča s Bleiweisovo cesto.
Na cesto se (od vzhoda proti zahodu) povezujejo: Beethovnova ulica, Zupančičeva ulica, Prežihova ulica in Prešernova cesta.
Ob cesti se nahajajo: 
- NAMA,
- Kino Komuna,
- palača Dunav,
- ljubljanska opera,
- Narodna galerija,
- Moderna galerija ...